# ラーゼラー
ラーゼラーは、アニメ映画『さらば宇宙戦艦ヤマト 愛の戦士たち』（以降、『さらば』）、テレビアニメ『宇宙戦艦ヤマト2』（以降、『ヤマト2』）、アニメ映画『宇宙戦艦ヤマト2202 愛の戦士たち』（以降、『2202』）の登場人物。声優は曽我部和行（『2202』以外）、はらさわ晃綺（『2202』）。
白色彗星帝国の軍事総議長。主に帝国征服下にある星々の占領政策を担当している。濃緑の髪に顎鬚を生やした容貌の男性で、『さらば』では青い制服にマント、『ヤマト2』ではコートとブーツを着用している。

## 劇中での登場
さらば宇宙戦艦ヤマト 愛の戦士たち
常に作戦室にて控え、他の高官とともにズォーダーの前に並ぶ1人として登場する。しかし、後述するように目立った描写はほとんどない。
白色彗星帝国の要人で唯一ヤマトを危険視しており、ズォーダーにテレザート星からテレサを解放して地球へ向かうヤマトを地球攻略の前に撃破することを具申するが、サーベラーには「ヤマトに脅えたのか」とたしなめられる。それ以降に出番やセリフはなく、最期についても不明である。
宇宙戦艦ヤマト2
第1話から、サーベラーやゲーニッツと並ぶ帝国大幹部の1人として登場する。指揮下にザバイバルの突撃格闘兵団ヘルサーバーを有している。最高幹部3名の中では唯一実直な性格をしており、サーベラーやゲーニッツの政争には特に加わっていない。また、サーベラーやゲーニッツと異なり、デスラーへの心情は特に描写されておらず、彼を失脚させる陰謀に加担した明確な描写もない。
第21話での地球防衛艦隊壊滅後、第22話で艦隊を率いて地球のメガロポリス上空に飛来し、地球連邦政府に対して無条件降伏を勧告する。第25話でヤマトの決死隊が都市帝国に侵入してきた際にはズォーダーへ報告しようとするが、サーベラーに「必要ない」と止められてしまう。その結果、動力部を破壊された都市帝国は事実上崩壊し、ラーゼラーは連帯責任を負わせられる形でサーベラーやゲーニッツと同様、超巨大戦艦への乗艦を許されずに死亡する。

## PSゲームシリーズ
PS版『さらば宇宙戦艦ヤマト 愛の戦士たち』に登場する。役職名が「彗星帝国軍支配庁宣伝軍事総議長」と設定された。
劇中にはストーリー11「牡牛座の2つの海峡」で初登場。性格が変更され、上官であるサーベラーやゲーニッツとも権力闘争を辞さない冷徹な官僚として登場する。遊動艦隊総司令のゲーニッツですら、支配庁の高官であるラーゼラーの決定は覆せていない。「勝利に必要なのは情報」という信念を持ち、サーベラーすら監視している。
『さらば』と『ヤマト2』のいずれのルートでも、末期には逃走するサーベラーやゲーニッツから振り返られることもなく見捨てられ、自嘲ぎみに笑いながら崩壊する都市帝国の瓦礫の下敷きになり、死亡する。

## 宇宙戦艦ヤマト2202 愛の戦士たち
『さらば』『ヤマト2』のリメイクである本作では、帝星ガトランティスの最高位幕僚の1人として登場する。服装はゲーニッツと同じく、『さらば』準拠のものに鎧の要素が追加されたデザインをしている。
立場は『さらば』『ヤマト2』とほぼ同じで、制圧した星系の占領支配を担当する支配庁軍務総議長という立場である。最高位幕僚のなかで最も官僚的な発言が目立つ狡猾な人物とされている。
劇中では、第1話から他の幕僚と共に1カットだけ小さく映る形で登場。第7話にてガイレーンから示されたヤマトの波動砲にまつわる記録を見た際に「危険な艦」と評し、太陽系に侵攻させたメーザーへ報告するように進言するも、ズォーダーに「必要ない」と一蹴された。
第24話では、桂木透子のコスモウェーブによる攪乱工作の妨害を、人形のような状態になったことで対抗できなかったサーベラーに代わって、ズォーダーから命じられる。専用のイーターIに座乗し、ヤマトの航空隊を守っていたアステロイドリングを破壊する。そして加藤と交戦するも、艦橋部に集中的に攻撃を受けてイーターIと運命を共にした。